# Glypta chinensis
Glypta chinensis là một loài tò vò trong họ Ichneumonidae.